# Лојтерсдорф (Саксонија)
Лојтерсдорф (њем. Leutersdorf) општина је у њемачкој савезној држави Саксонија. Једно је од 59 општинских средишта округа Герлиц. Према процјени из 2010. у општини је живјело 4.015 становника. Посједује регионалну шифру (AGS) 14626280.

## Географски и демографски подаци
Лојтерсдорф се налази у савезној држави Саксонија у округу Герлиц. Општина се налази на надморској висини од 392 метра. Површина општине износи 17,0 km². У самом мјесту је, према процјени из 2010. године, живјело 4.015 становника. Просјечна густина становништва износи 236 становника/km².